# Kamixevàtskaia
Kamixevàtskaia - Камышеватская (rus) - és una stanitsa del krai de Krasnodar, a Rússia. Es troba a la vora de la mar d'Azov, a la península de Ieisk, a 40 km al sud-oest de Ieisk i a 170 km al nord-oest de Krasnodar, la capital.

## Història
La vila es va originar en un assentament anomenat Kamixevatski format per camperols fugits de Rússia i Ucraïna. El 1798, en l'avanç dels atamans des del Dnièper fins al Kuban, el poble fou assignat a les terres dels cosacs de la mar Negra. El 1848 rebé l'estatus d'stanitsa i el seu nom actual. L'any següent hi havia 1.048 habitants, i el 1878 ja n'eren 3.259.